# 勞塔瓦拉 (芬蘭)

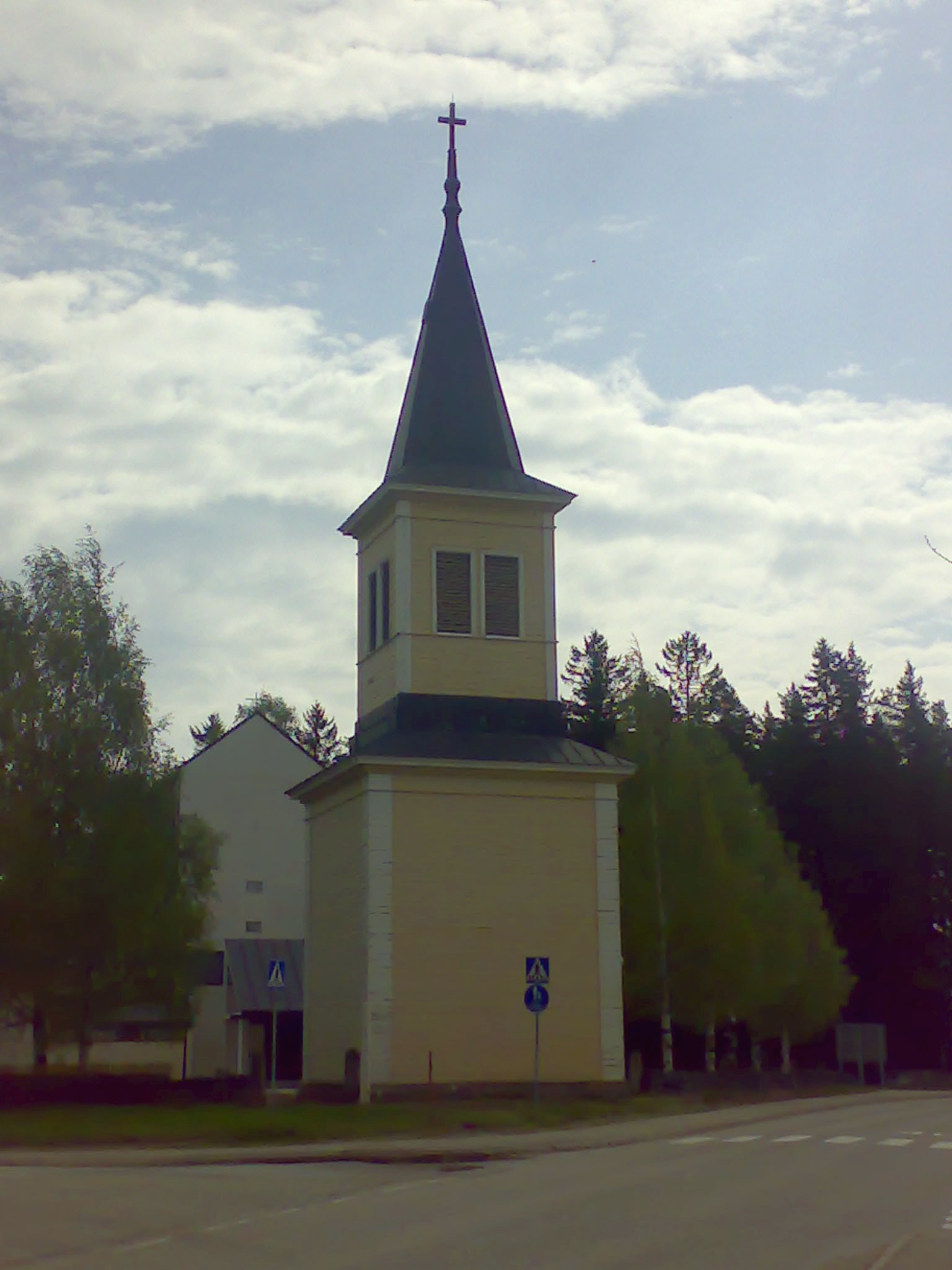
劳塔瓦拉的钟楼

勞塔瓦拉（芬蘭語：Rautavaara）是芬蘭北薩沃尼亞區的市鎮，位於該國東部，距離庫奧皮奧100公里，始建於1874年，面積1,235平方公里，2013年人口1,857，人口密度為每平方公里1.61人。

## 外部連結
- Municipality of Rautavaara （页面存档备份，存于） – Official website （文）